# Stan termodynamiczny
Stan termodynamiczny – wartość wszystkich funkcji stanu (np. ciśnienie, objętość, temperatura, masa, entropia, energia wewnętrzna) układu termodynamicznego w określonej chwili.
Przejście z jednego stanu termodynamicznego do drugiego nazywane jest przemianą termodynamiczną. Zmiana stanu układu pozostającego w równowadze wymaga impulsu energetycznego z zewnątrz.
W stanie równowagi wartości funkcji stanu są ze sobą związane równaniem stanu. Układ, który znajduje się w nierównowadze dąży do stanu, w którym równowaga jest przywrócona, o ile czynniki zewnętrzne nie stoją temu na przeszkodzie.